# رحمت أباد (نغار بردسير)
رحمت أباد (بالإنجليزية: Rahmatabad, Negar)‏ هي مستوطنة تقع في إيران في البلدة المركزية.